# Religion au Japon
 (juillet 2009).
Si vous disposez d'ouvrages ou d'articles de référence ou si vous connaissez des sites web de qualité traitant du thème abordé ici, merci de compléter l'article en donnant les références utiles à sa vérifiabilité et en les liant à la section « Notes et références ».

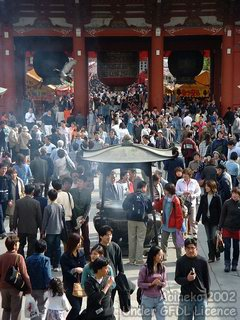
Temple bouddhiste Sensō-ji d'Asakusa.

Il existe de nombreuses religions au Japon mais les  deux principales sont le shintoïsme et le bouddhisme. Ces deux religions peuvent s'exprimer simultanément sous la forme d'un syncrétisme ancien appelé shinbutsu shūgō (神仏習合, littéralement « syncrétisme shinto-bouddhiste »).

## Histoire des religions au Japon

### Shintoïsme
Les origines précises du shintoïsme sont inconnues. Néanmoins, son apparition peut être datée vers la fin de la période Jōmon, soit approximativement de 13 000 à 400 avant Jésus-Christ.

### Bouddhisme
Le bouddhisme a été introduit de Chine à partir du VIe siècle.

### Le christianisme

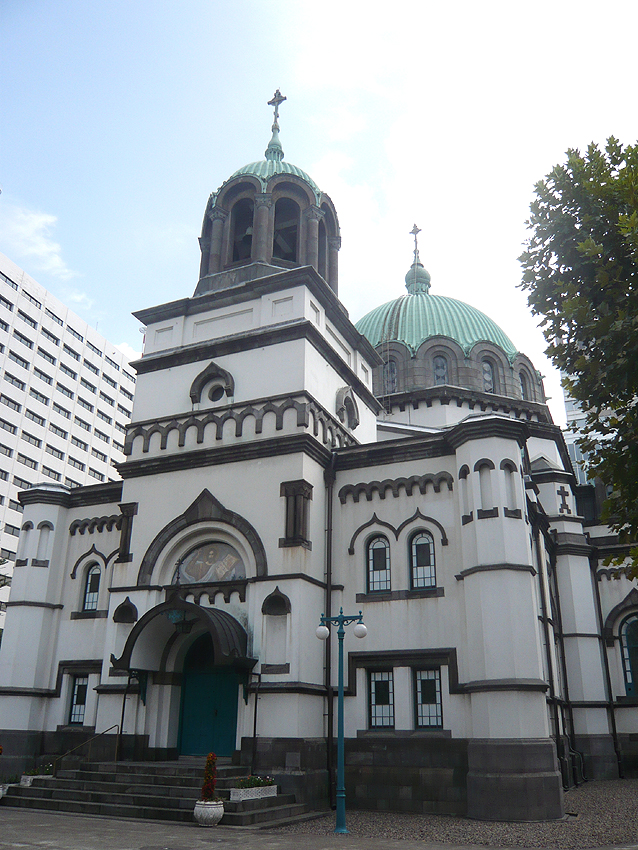
La cathédrale de la Résurrection à Tokyo.

L'arrivée du christianisme au Japon date de l'arrivée de François Xavier en 1549 au baptême du premier daimyô Ômura Sumitada, en 1563.
La grande majorité d'entre eux abandonnent leur foi après les persécutions, par suite de l'interdiction du christianisme par le shogunat Tokugawa en 1614.
Les chrétiens du Japon vivant cachés sont appelés kirishitan.
En 1873, l'interdiction est levée.
La Convention baptiste du Japon a été officiellement fondée en 1947.
L'Église orthodoxe du Japon est une juridiction autonome de l'Église orthodoxe rattachée canoniquement au Patriarcat de Moscou et de toute la Russie.

### Shintoïsme d'État
Avec la refonte de la constitution en 1868 sous l'ère Meiji, le shinto devint une religion d'État : le Kokka shinto (国家神道, shinto d'État).

### Judaïsme
Il existe une présence juive relativement récente au Japon et deux synagogues se trouvent dans la capitale à Tokyo, une orthodoxe et une reformée : la synagogue Beth David. La synagogue de Nagasaki date de 1889. À Kobé existe une communauté juive très active originaire de juifs arrivés de Syrie, du Yémen et d’Iran entre 1845 et 1865. Une seconde vague arriva au Japon : il s’agissait de juifs fuyant la guerre civile en Russie de 1917 à 1920 en provenance de Mandchourie (région japonaise à l’époque).

### L'islam, venu de Turquie et d'Asie centrale

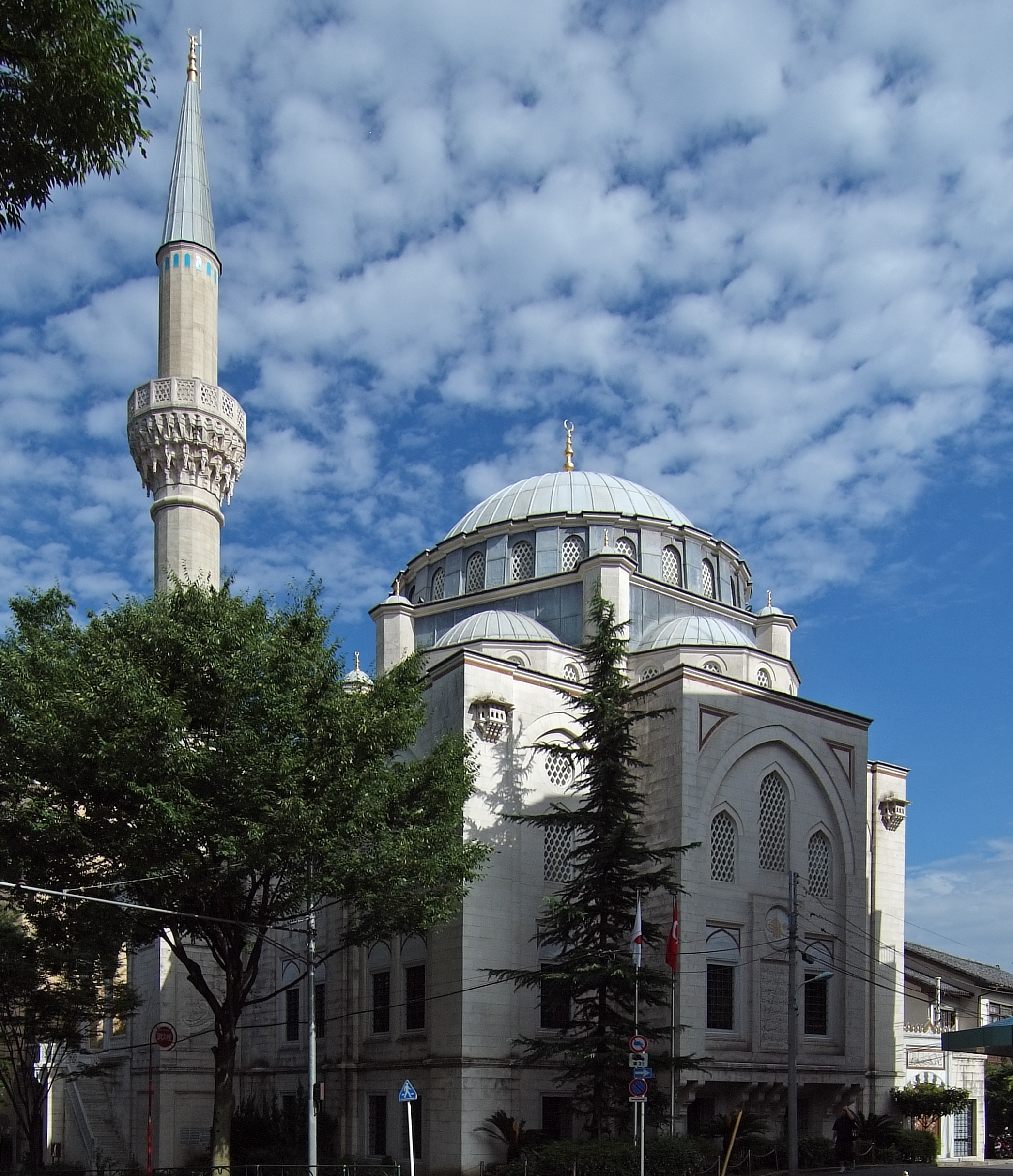
La Mosquée de Tokyo.

L’histoire de l’islam au Japon est récente. En 1877, l’islam est introduit sur l’archipel en tant que philosophie occidentale. C’est durant cette période que la vie du prophète Mahomet sera traduite. En 1889, l'Ertuğrul, navire ottoman, quitte le port de Constantinople pour le Japon afin d’y nouer des relations diplomatiques. Mitsutaro Takaoka et Torajiro Yamada seraient ainsi les premiers japonais à s’être convertis à l’islam.
La progression de l’islam a avant tout commencé après la Première Guerre mondiale avec l’arrivée de musulmans d’Asie centrale. La mosquée de Kobe sera construite en 1935 et la mosquée de Tokyo en 1938. Les chocs pétroliers des années 1970 ont fait prendre conscience aux Japonais la nécessité de créer des liens avec le monde musulman. Les statistiques actuelles incertaines indiquent que 100 000 à 200 000 musulmans vivraient au Japon, concentrés principalement dans de grandes villes urbaines telles que Hiroshima, Kyoto, Nagoya, Osaka et Tokyo. En 1970, le centre islamique de Tokyo est créé dans le but de promouvoir la religion musulmane notamment en éditant des ouvrages traduits en japonais.

## Aujourd'hui

### Syncrétisme shinto-bouddhiste

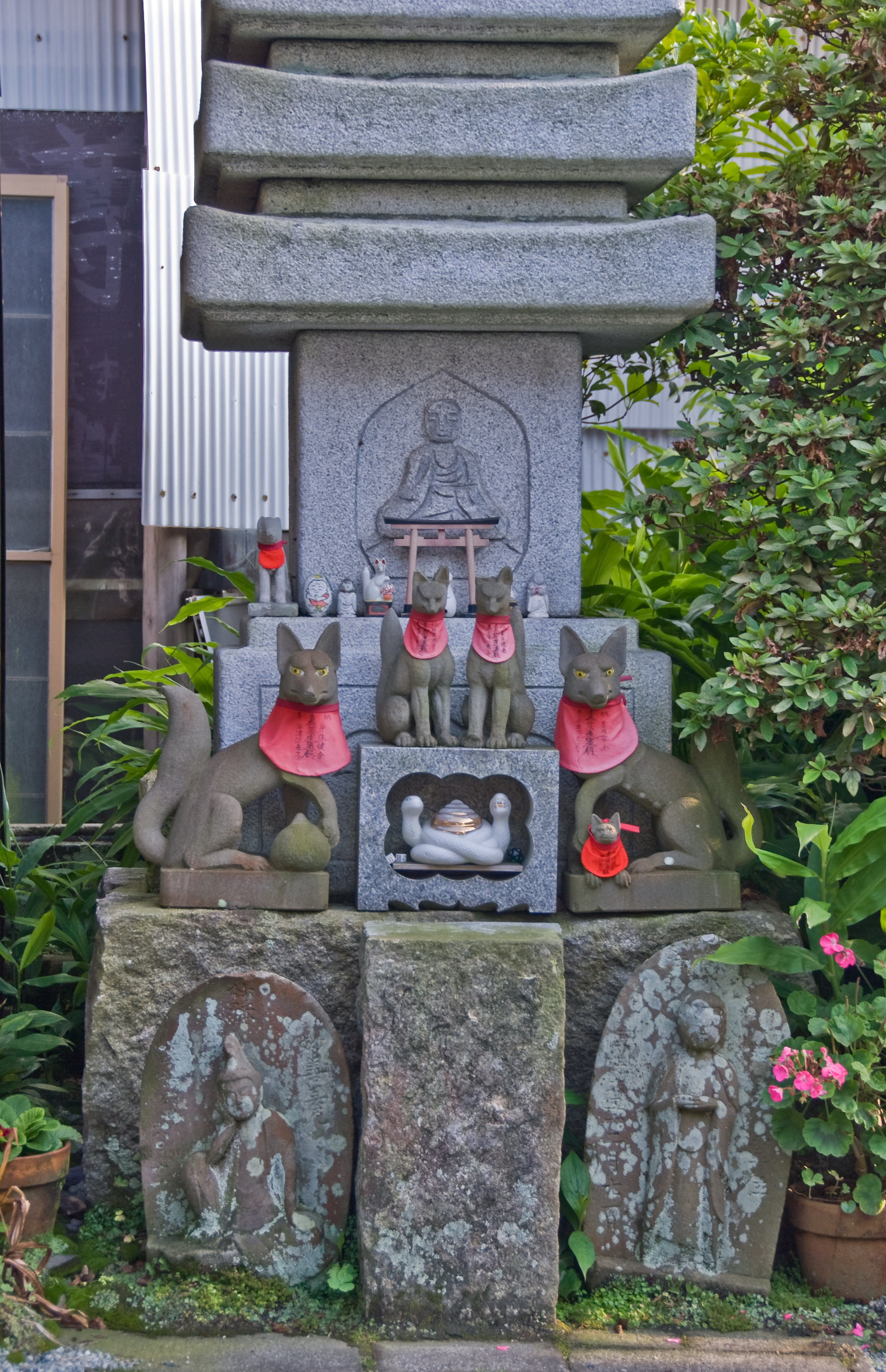
Exemple de syncrétisme à Kamakura : renards Inari, torii, stūpa, etc.

La plupart des Japonais ont une vision neutre de la religion et en pratiquent plusieurs dans leur vie. Ils s'identifient au bouddhisme et au shintoïsme, sous la forme d'un syncrétisme ancien appelé shinbutsu shūgō (神仏習合, littéralement « syncrétisme shinto-bouddhiste »). Ainsi, en 2015 (sur une population totale de 127 millions), l'Agence pour les Affaires culturelles du ministère de l'Éducation, de la Culture, des Sports, des Sciences et de la Technologie japonais comptabilisait :
- 90 millions de shintoïstes (plus de 70 % de la population) ;
- 89 millions de bouddhistes (près de 70 % de la population) ;
- 2 millions de chrétiens (moins de 2 % de la population) ;
- 9 millions de Japonais pratiquant d'autres religions (7 % de la population).

En 2010, le centre islamique du Japon estimait à 100 000 le nombre de musulmans dans le pays. Seuls 10 % d'entre eux seraient japonais.
Une même personne peut aller prier au sanctuaire shinto au nouvel an pour une bonne année et avant les examens d'entrée à l'école pour implorer son succès, puis plus tard avoir un mariage à l'occidentale dans une église plutôt qu'un mariage shinto, et enfin des funérailles dans un temple bouddhiste. Les rites funéraires, d'origine bouddhiste et shintoïste, consistent en une crémation du corps puis une mise en terre des cendres dans la tombe familiale. Les chrétiens au Japon suivent généralement ces rites, contrairement aux musulmans qui souhaitent être enterrés sans crémation. Selon l'association des musulmans japonais et le centre islamique du Japon, seuls trois cimetières au Japon leur offrent cette possibilité : à Kōshū, Kobe (réservé aux résidents de la ville) et Yoichi (sous-préfecture de Shiribeshi, Hokkaidō). Le cimetière à Kōshū, le plus accessible, se situe dans le temple Monju-in (文殊院) de l'école Sōtō : 4 800 m2 sont réservés aux musulmans, 120 tombes sont pour le moment occupées. Il devrait cependant être plein d'ici quelques années, et la pratique de non-crémation effrayant une partie de la population, une nouvelle parcelle semble difficile à construire.
L'Agence pour les Affaires culturelles dénombrait en 2005 plus de 41 000 organisations religieuses pour près de 183 000 édifices religieux (chaque édifice religieux d'une même organisation pouvant avoir sa propre personnalité juridique). Dans le détail, on trouvait :
- 3 157 organisations shintoïstes (85 428 édifices ayant une personnalité juridique) ;
- 8 614 organisations bouddhistes (77 754 édifices) ;
- 5 101 organisations chrétiennes (4 275 édifices) ;
- 24 203 autres organisations (15 339 édifices).

En 2013, le Japon compte environ 80 mosquées, la plus grande étant la mosquée de Tokyo.

### Nouvelles religions
Un certain nombre de nouvelles religions (Shinshūkyō) se sont établies au Japon au XXe siècle, et ont aujourd'hui une place relativement importante au Japon. Beaucoup de ces sectes sont des syncrétismes entre la pensée traditionnelle japonaise et la pensée occidentale, et certaines incorporent des éléments de l'hindouisme et du fondamentalisme. Appelées shinshūkyō, les principales sont Sōka Gakkai, Sūkyō Mahikari, Konkokyo et Omoto Kyo. L'une d'elles, Aum Shinrikyo, est responsable de l'attaque d'une station de métro de Tokyo au gaz sarin le 20 mars 1995. Le bilan de cet attentat s'établit à 12 personnes tuées et plus de 5 500 blessés. Cependant, cet acte isolé n'est pas représentatif du climat de paix qui règne entre les différentes communautés religieuses au Japon.
Un mouvement religieux fondé par Ikurō Teshima en 1948, la secte Makuya (en) (キリストの幕屋, Kirisuto no makuya, « tabernacle du Christ ») forte de plus de 6 000 membres qui croient que les Japonais sont originaires de la tribu de Zébulon l’une des dix tribus perdues d’Israël arrivée au Japon il y a 2 700 ans, est connu au Japon. Une branche protestante chrétienne proche du judaïsme est connue à Kyoto sous le nom de Beit Shalom Yapan.

## Religieux célèbres
- Dōgen (bouddhisme)
- Eisei (bouddhisme)
- Enchin (bouddhisme)
- Ennin (bouddhisme)
- François Xavier (catholicisme)
- Ganjin (bouddhisme)
- Guillaume Courtet (catholicisme)
- Hakuin (bouddhisme)
- Hirata Atsutane (shintoïsme)
- Honen (bouddhisme)
- Jacques Kisaï (catholicisme)
- Kakunyo (bouddhisme)
- Kūkai (bouddhisme)
- Myōe (bouddhisme)
- Nichiren (bouddhisme)
- Ninshō (bouddhisme)
- Paul Miki (catholicisme)
- Rennyo (bouddhisme)
- Roben (bouddhisme)
- Ryōgen (bouddhisme)
- Saichō (bouddhisme)
- Saint Nikolai du Japon (orthodoxe)
- Shinran (bouddhisme)
- Shirō Amakusa (catholicisme)

À partir de 1547 ou 1549, plusieurs figures religieuses joueront un rôle dans la diffusion de la foi au Japon, malgré les dangers encourus. Parmi eux, 26 seront reconnus comme les premiers martyrs du pays. : Paul Miki – François Fahelente – Pierre Sukégiro – Come Tachégia – Michel Cozaki – Jacques Kisaï – Paul Ibarki – Jean de Goto – Louis – Antoine – Pierre-Baptiste – Martin de l'Ascension – Philippe de Jésus – François Blanco – François de Saint-Michel – Mathias – Léon Carasumaro – Bonaventure – Thomas Cosaki – Joachim Saccakibara – François de Méaco – Jean Kimoia – Gabriel de Dcisco – Paul Suzuki – Thomas Danki – Gonzalve Garcia. Leur sang et leurs vêtements furent recueillis par les fidèles. On dit que les toucher opère des miracles. Ils furent canonisés le 8 juin 1862 par Pie IX.